# 普拉多博物馆

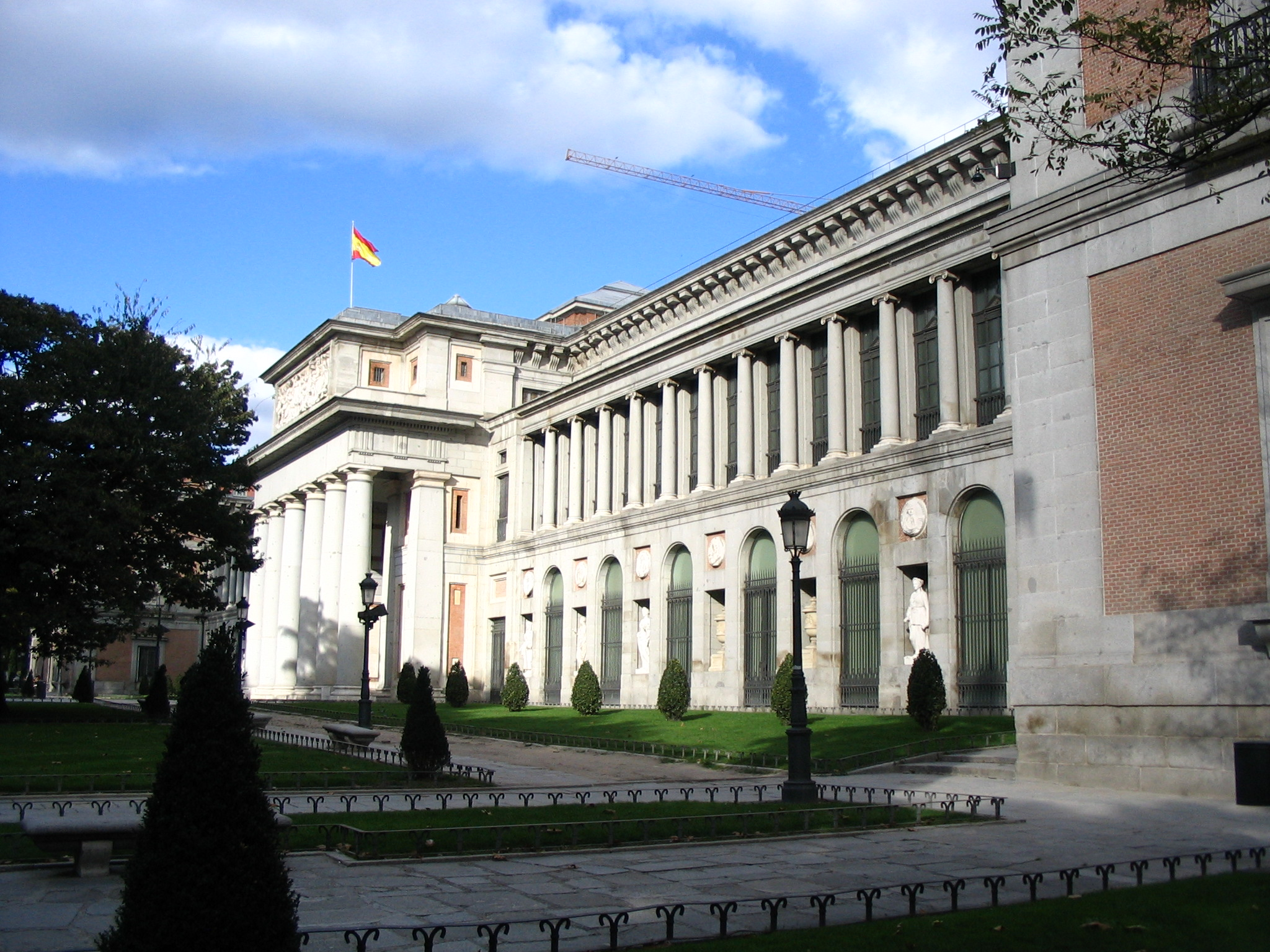
博物馆正面

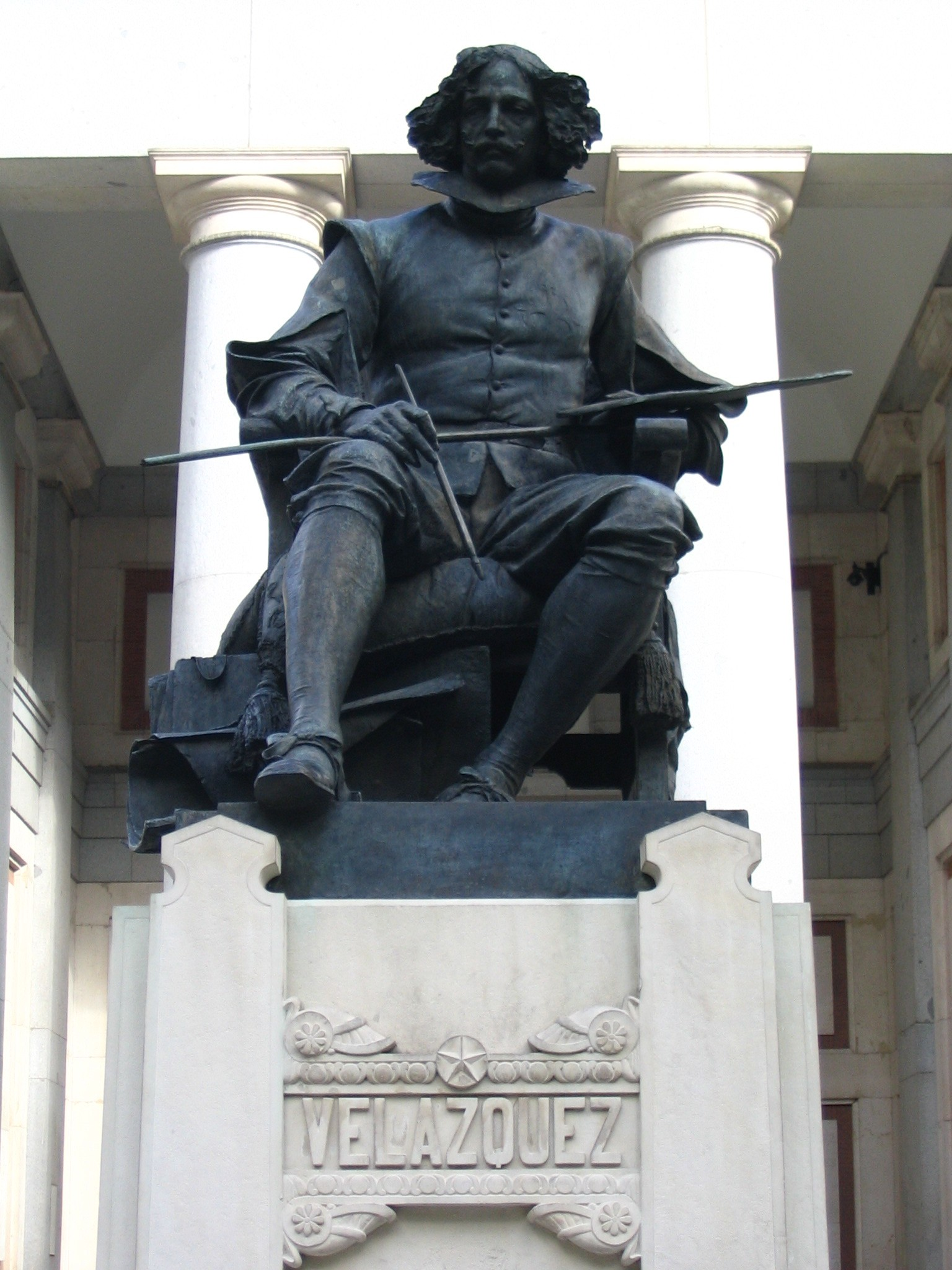
正门处的委拉斯开兹铜像

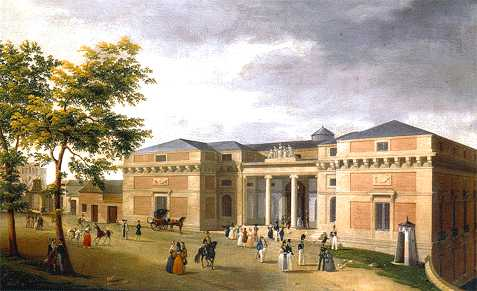
意大利画家笔下18世纪时的博物馆

普拉多博物馆，又譯作普拉多美術館，館舍位於西班牙馬德里，是該國最大的美術館，收藏有从14世纪到19世纪來自全欧洲的繪畫、雕塑和各類工藝品，是當地最受歡迎的景點之一。
普拉多博物館繼承了皇室珍藏，在19世紀末期就被譽為“世界四大美術館”之一。然而由於西班牙在20世紀的政治動蕩，其收藏增長緩慢，逐漸被不少博物館在總量上超越。但是普拉多擁有的傑作數量卻是後來者無法企及的，除了涵蓋歐洲所有流派和所有名家之外，還幾乎囊括了哥雅的全部精品。此外還有眾多西班牙本土畫家的代表作在這裡集中展示。2021年，该地区被列入联合国教科文组织世界遗产名录。

## 建築歷史
普拉多博物馆的主要建筑建于西班牙国王卡洛斯三世时期，是当时一批国家资助扩大马德里市区建筑的一部分，“普拉多”在西班牙语中的意思是“草地”，是当时这一处房产主人的名字，后来收归国有后仍然保留了这个名字。在拿破仑占领时期，建筑停止了，这处建筑成为拿破仑的骑兵总部和火药库，直到查理三世的孙子斐迪南七世在位时才恢复建设。到了1868年伊莎貝拉二世在位时，收归国有，改为博物馆，成为国王收藏艺术品的地方，由于地方太小，不足以充分展览收藏品，1918年进行了扩建。
后来又将两座不与主建筑相连的建筑，划入博物馆管辖，1971年将收集19世纪艺术品的波·里提羅畫廊并入，1985年将展出私人收藏品的提森-博內米薩博物館并入，这两座博物馆的收藏品弥补了普拉多博物馆收藏品的不足。
在西班牙内战期间，博物馆将主要藏品转移到东海岸的巴伦西亚，后来又转移到法国和西班牙交界的赫罗纳，最后直到瑞士日内瓦。二战开始后又用夜车秘密通过法国运回来。普拉多博物馆的正门树立着委拉斯开兹的青铜雕像。
由於日益增多的藏品，館藏空間已不足以展出博物館大量的收藏，博物館遂於2005年決定擴建，2007年完工，2016年又再一次的通過擴建計畫。

## 展品分布
底層展品包括14-16世紀的西班牙、義大利、法蘭德斯繪畫作品及古典、文藝復興雕塑；
一層展品包括17-19世纪的西班牙、義大利、法蘭德斯繪畫作品，其中包括大量的哥雅、委拉斯開茲作品；
二層展品包括哥雅的繪畫作品、草圖以及18世紀的繪畫作品

## 附近的博物馆
马德里的其他两座国家博物馆中也珍藏着原来属于普拉多博物馆的藏品，“西班牙国立考古博物馆”收藏有原来属于普拉多博物馆的古代埃及、古代罗马、古希腊和古代两河流域的艺术品。“索菲娅王后国家艺术中心博物馆”收藏有20世纪的艺术品。这几座博物馆收藏的西方艺术珍品仅次于巴黎和伦敦的收藏品，是欧洲较大的艺术中心。

## 館藏作品
普拉多博物館剛成立時僅有311幅繪畫作品，許多畫作是之後從其他王室建築或西班牙各地教堂、修道院匯集而成，也有許多是後來收購的作品，但大部分精品原本皆屬於王室收藏。目前收藏有西班牙油畫逾4800幅，義大利油畫以及蛋彩畫逾1000幅，法兰德斯油畫逾1000幅，法國油畫逾300幅，荷蘭油畫約200幅，以及少量德國和英國繪畫。
近萬幅的收藏規模，儘管與一些博物館相比有所不足，但質量很高。例如作為頂級美術收藏機構的標誌，普拉多同時擁有“文藝復興三傑”中米开朗基罗和拉斐爾的作品。藏畫中的西班牙部份舉世無雙，是世界上保有迭戈·委拉斯开茲和弗朗西斯科·哥雅的作品最多的博物馆；義大利和荷蘭部份則是不可替代的，擁有一批在兩國本土也罕見的精品。荷兰画家耶罗尼米斯·博斯的作品最多，因为原西班牙国王腓力二世最欣赏他的画，大力收藏。此外提香、鲁本斯、伦勃朗、丢勒、波提切利、委罗内塞等大师的作品，以及其他一些文艺复兴时期意大利和希腊画家的作品，共同構成普拉多的藏畫。
最著名的藏品要数委拉斯开兹的名画《宮女》（西班牙語：Las Meninas）了，委拉斯开兹不仅将自己的名作贡献给这个博物馆，而且以他独到的眼光和鉴赏力为这座博物馆收集了许多意大利著名画家的作品。毕加索的名作“格尔尼卡”在西班牙恢复民主制度后也回归西班牙，首先是收藏在普拉多博物馆展出，但后来为了更便于欣赏这幅面积过大的画，已经移到索菲娅王后国家艺术中心博物馆中。
其他藏品包括：超過8200幅素描和大約4800幅版画，900多件雕塑作品和約200件殘片，一千种硬币及奖章，两千种装饰品及其他艺术品。

## 主要館藏列表
- 羅希爾·范德魏登的《耶穌卸下十字架（英语：The Descent from the Cross (van der Weyden)）》，220 × 262cm，約繪於1435年，1939年始藏，來自腓力二世的收藏[15]
- 安德烈亞·曼特尼亞的《聖母之死（英语：Death of the Virgin (Mantegna)）》，54 × 42cm，約繪於1460年，來自腓力四世的收藏[16]
- 巴托洛梅·貝爾梅霍（英语：Bartolomé Bermejo）的《西羅斯的聖多明哥（西班牙语：Santo Domingo de Silos (Bartolomé Bermejo)）》，242 × 130cm，約繪於1474－1477年，1920年始藏[17]
- 安托內羅·達·梅西那的《天使支撐死去的耶穌（西班牙语：Cristo muerto sostenido por un ángel (Antonello da Messina)）》，74 × 51cm，約繪於1476－1478年，1965年購買[18]
- 佩德羅·貝魯格特的《聖道明主持的宗教審判（西班牙语：Auto de Fe presidido por Santo Domingo de Guzmán）》，154 × 92cm，約繪於1495年，1867年購買[19]
- 阿爾布雷希特·杜勒的《自畫像》，52 × 41cm，約繪於1498年，來自腓力四世的收藏，1827年始藏[20]
- 耶羅尼米斯·波希的《乾草車三聯畫（英语：The Haywain Triptych）》，中幅135 × 100cm，左右兩幅各135 × 45cm，約繪於1495－1500年，來自腓力二世的收藏[21]
- 阿爾布雷希特·杜勒的《亞當和夏娃》，兩幅均為209 × 81cm，約繪於1507年，1827年始藏，來自腓力四世的收藏[22]
- 耶羅尼米斯·波希的《人間樂園》，中幅220 × 195cm，左右兩幅各220 × 97cm，約繪於1510年，1939年始藏，來自腓力二世的收藏[23]
- 拉斐爾的《樞機肖像畫（英语：Portrait of a Cardinal (Raphael)）》，79 × 61cm，約繪於1510年，來自卡洛斯四世的收藏[24]
- 拉斐爾的《玫瑰聖母》，103 × 84cm，約繪於1518－1520年，1837年始藏[25]
- 提齊安諾的《安德罗斯岛的酒神节》，175 × 193cm，約繪於1518－1521年，來自腓力四世的收藏[26]
- 科雷吉歐的《不要摸我》，130 × 103cm，約繪於1522－1525年，1839年始藏，來自腓力四世的收藏[27]
- 羅倫佐·洛托（英语：Lorenzo Lotto）的《馬西利奧·卡索蒂與他的妻子法烏斯蒂娜肖像畫（意大利语：Ritratto di Marsilio Cassotti e della sua sposa Faustina）》，71 × 84cm，約繪於1523年，來自腓力四世的收藏[28]
- 安德烈亞·德爾·薩爾托的《獻祭以撒（意大利语：Sacrificio di Isacco (Andrea del Sarto)）》，98 × 69cm，約繪於1529年，來自卡洛斯四世的收藏[29]
- 漢斯·巴爾東·格里恩的《美惠三女神》（Las tres gracias），151 × 61cm，約繪於1539年，來自腓力二世的收藏[30]
- 提齊安諾的《阿方索·達·阿瓦洛斯的訓示（英语：Alfonso d'Avalos Addressing his Troops）》，223 × 165cm，約繪於1540－1541年，1828年始藏，來自腓力四世的收藏[31]
- 提齊安諾的《查理五世骑马肖像》，332 × 279cm，約繪於1548年，1827年始藏，來自查理五世的收藏[32]
- 提齊安諾的《腓力二世肖像畫（英语：Philip II in Armour）》，193 × 111cm，約繪於1551年，1827年始藏，來自腓力二世的收藏[33]
- 安東尼斯·莫爾的《瑪麗一世肖像畫》（Retrato de la reina María Tudor），109 × 84cm，約繪於1554年，來自查理五世的收藏[34]
- 提齊安諾的《維納斯和阿多尼斯》，186 × 207cm，約繪於1553－1554年，來自腓力二世的收藏[35]
- 老彼得·布勒哲爾的《死亡的勝利》，117 × 162cm，約繪於1562年，1827年始藏，自18世紀起的王室收藏[36]
- 提齊安諾的《自畫像（英语：Self-Portrait (Titian, Madrid)）》，86 × 65cm，約繪於1556年，1821年始藏，來自腓力四世的收藏[37]
- 路易斯·德·莫拉雷斯（英语：Luis de Morales）的《聖母子（西班牙语：Virgen de la leche (Luis de Morales)）》，57 × 40cm，約繪於1568年，1915年始藏[38]
- 艾爾·葛雷柯的《三位一體（西班牙语：La Trinidad (el Greco)）》，300 × 179cm，約繪於1577－1579年，1954年始藏，由斐迪南七世於1827年購入[39]
- 保羅·委羅內塞的《摩西被救出水中》（Mosè salvato dalle acque），50 × 43cm，約繪於1580年，來自腓力四世的收藏[40]
- 艾爾·葛雷柯的《手放胸口的騎士（英语：El caballero de la mano en el pecho）》，81 × 66cm，約繪於1580年[41]
- 費德里科·巴羅奇的《基督誕生》（La Natividad），134 × 105cm，約繪於1597年，來自卡洛斯四世的收藏[42]
- 艾爾·葛雷柯的《基督受洗（西班牙语：El bautismo de Cristo (El Greco, Museo del Prado)）》，350 × 144cm，約繪於1597－1600年，來自特立尼達博物館（西班牙语：Museo de la Trinidad）[43]
- 卡拉瓦喬的《大衛和歌利亞（英语：David and Goliath (Caravaggio)）》，110 × 91cm，約繪於1600年，自18世紀起的王室收藏[44]
- 艾爾·葛雷柯的《聖靈降臨（西班牙语：Pentecostés (el Greco)）》，275 × 127cm，約繪於1600年，來自特立尼達博物館[45]
- 艾爾·葛雷柯的《基督受難（西班牙语：La crucifixión (el Greco)）》，312 × 169cm，約繪於1600年，來自特立尼達博物館[46]
- 胡安·桑切斯·科坦（英语：Juan Sánchez Cotán）的《靜物（西班牙语：Bodegón de caza, hortalizas y frutas）》，68 × 89cm，約繪於1602年，1993年始藏[47]
- 圭多·雷尼的《阿塔蘭忒和希波墨涅斯》，206 × 297cm，約作於1612年，來自腓力四世的收藏[48]
- 老揚·布勒哲爾（英语：Jan Brueghel the Elder）和彼得·保羅·魯本斯的《味覺（英语：The Five Senses (series)）》，64 × 108cm，約繪於1618年，來自腓力四世的收藏[49]
- 安東尼·凡·戴克的《逮捕耶穌（英语：The Betrayal of Christ (van Dyck, Madrid)）》，344 × 249cm，約繪於1618－1620年，腓力四世從魯本斯的財產拍賣會上購得[50]
- 雅各布·喬登斯的《全家畫像》（Autorretrato con su familia），181 × 187cm，約繪於1621年，來自腓力五世的收藏[51]
- 委拉斯開茲的《酒神的勝利（英语：The Triumph of Bacchus）》，165 × 225cm，約繪於1628－1629年，1819年始藏，來自腓力四世的收藏[52]
- 委拉斯開茲的《身穿盔甲的腓力四世（英语：Portrait of Philip IV in Armour）》，57 × 44cm，約繪於1628年，1819年始藏[53]
- 弗朗西斯柯·德·祖巴蘭的《使徒彼得向聖彼得·諾拉斯科顯靈（西班牙语：Aparición del apóstol San Pedro a San Pedro Nolasco）》，179 × 223cm，約繪於1629年，來自斐迪南七世的收藏[54]
- 尼古拉·普桑的《大衛的勝利》（El triunfo de David），100 × 130cm，約繪於1630年，腓力五世於1724年從卡洛·馬拉塔（英语：Carlo Maratta）的藏品中收購[55]
- 彼得·保羅·魯本斯的《愛之園（英语：The Garden of Love (Rubens)）》，198 × 283cm，約繪於1630年，來自腓力四世的收藏[56]
- 委拉斯開茲的《火神的鍛造廠（英语：Apollo in the Forge of Vulcan）》，223 × 290cm，約繪於1630年，1819年始藏，來自腓力四世的收藏[57]
- 弗朗西斯柯·德·祖巴蘭的《靜物（西班牙语：Bodegón con cacharros (Zurbarán)）》，46 × 84cm，約繪於1633年，弗朗西斯科·坎波（英语：Francesc Cambó）於1940年贈送[58]
- 奧拉齊奧·真蒂萊斯基的《摩西被救出水中（英语：The Finding of Moses (Gentileschi)）》，242 × 281cm，約繪於1633年，來自腓力四世的收藏[59]
- 林布蘭的《在赫羅弗尼斯宴會上的猶滴》，142 × 153cm，約繪於1634年，卡洛斯三世於1769年從第一代恩森納達侯爵澤農·德·索莫德維亞（英语：Zenón de Somodevilla, 1st Marqués de la Ensenada）的藏品中收購[60]
- 弗朗西斯柯·德·祖巴蘭的《加的斯的防守（西班牙语：Defensa de Cádiz contra los ingleses）》，302 × 323cm，約繪於1634年，專為腓力四世所作，來自布恩·麗池宮（英语：Buen Retiro Palace）的君王大廳[61]
- 胡安·包蒂斯塔·麥諾（英语：Juan Bautista Maíno）的《奪回巴伊亞（英语：The Recovery of Bahía de Todos los Santos）》，309 × 381cm，約繪於1635年，1827年始藏，專為腓力四世所作，來自布恩·麗池宮的君王大廳[62]
- 委拉斯開茲的《布雷達之降》，307 × 367cm，約繪於1634－1635年，1819年始藏，專為腓力四世所作，來自布恩·麗池宮的君王大廳[63]
- 胡塞佩·德·里貝拉的《聖費利佩的殉教（英语：The Martyrdom of Saint Philip）》，234 × 234cm，約繪於1639年，1819年始藏，來自腓力四世的收藏[64]
- 克羅德·洛林的《摩西被救出水處的風景（西班牙语：Paisaje con Moisés salvado de las aguas del Nilo）》，209 × 138cm，約繪於1639－1640年，來自腓力四世的收藏[65]
- 委拉斯開茲的《聖母加冕（英语：Coronation of the Virgin (Velázquez)）》，176 × 134cm，約繪於1644年，1819年始藏，來自腓力四世的收藏[66]
- 巴托洛梅·埃斯特萬·牟利羅的《聖家族（西班牙语：Sagrada Familia del pajarito）》，144 × 188cm，約繪於1650年，1746年由埃麗莎貝塔·法爾內塞收藏[67]
- 阿隆索·卡諾（英语：Alonso Cano）的《天使支撐死去的耶穌》（Cristo muerto sostenido por un ángel），137 × 100cm，約繪於1625－1652年，卡洛斯三世於1769年從第一代恩森納達侯爵澤農·德·索莫德維亞的藏品中收購[68]
- 胡安·德·瓦爾德斯·里爾（英语：Juan de Valdés Leal）的《耶穌受難》（Cristo camino del Calvario），167 × 145cm，約繪於1657－1660年，1986年購入[69]
- 委拉斯開茲的《侍女》 (Las meninas)，318 × 276cm，約繪於1656年，1819年始藏，來自腓力四世的收藏[70]
- 委拉斯開茲的《阿刺克涅的預言（英语：Las Hilanderas (Velázquez)）》，220 × 289cm，約繪於1657年，1819年收入，自18世紀起成為王室收藏，來自佩德羅·德·阿爾切（Pedro de Arce）的收藏[71]
- 巴托洛梅·埃斯特萬·牟利羅的《把祭衣交給聖伊爾德方索》（Aparición de la Virgen a San Ildefonso），309 × 251cm，約繪於1660年，埃麗莎貝塔·法爾內塞於18世紀收藏[72]
- 亞森特·里戈的《路易十四》（Luis XIV de Francia），238 × 149cm，約繪於1701年，1827年始藏，來自腓力五世的收藏[73]
- 喬凡尼·巴蒂斯塔·提埃坡羅的《聖母無染原罪（英语：The Immaculate Conception (Tiepolo)）》，279 × 152cm，約繪於1767－1769年，1828年始藏，來自聖巴斯加教堂(阿蘭胡埃斯)（英语：Convento de San Pascual, Aranjuez）[74]
- 路易斯·埃希迪歐·梅倫德斯的《靜物》（Bodegón con caja de jalea, rosca de pan, salva con vaso y enfriador），49 × 37cm，約繪於1770年，來自阿蘭胡埃斯王宮[75]
- 法蘭西斯科·哥雅的《陽傘（英语：The Parasol）》，104 × 152cm，約繪於1777年，1870年始藏，來自馬德里王宮[76]
- 法蘭西斯科·哥雅的《欽瓊女伯爵肖像畫（英语：The Countess of Chinchon）》，216 × 144cm，約繪於1800年，2000年始藏[77]
- 法蘭西斯科·哥雅的《裸體的馬哈》，97 × 190cm，約繪於1796－1798年，1901年始藏，來自皇家聖費爾南多美術學院[78]
- 法蘭西斯科·哥雅的《著衣的馬哈》，95 × 190cm，約繪於1796－1798年，1901年始藏，來自皇家聖費爾南多美術學院[79]
- 法蘭西斯科·哥雅的《卡洛斯四世一家（英语：Charles IV of Spain and His Family）》，280 × 336cm，約繪於1800－1801年，1834年始藏，來自卡洛斯四世的收藏[80]
- 法蘭西斯科·哥雅的《自畫像（西班牙语：Autorretrato de Goya de 1815 (Museo del Prado)）》，46 × 35cm，約繪於1815年，1872年始藏，1866年自特立尼達博物館收購[81]
- 法蘭西斯科·哥雅的《1808年5月2日的起义（西班牙语：El dos de mayo de 1808 en Madrid）》，266 × 345cm，約繪於1814年，1834年始藏[82]
- 法蘭西斯科·哥雅的《1808年5月3日的枪杀》，268 × 347cm，約繪於1814年，1834年始藏[83]

### 引用
1. ↑  .   [2018-01-19]. （原始内容存档于2019-05-20）.
2. ↑   Tarabra, p.8.
3. 1 2   Tarabra, p.9.
4. ↑  . 藝術新聞.   [2018-01-19]. （原始内容存档于2016-11-27） （英语）.
5. ↑   Tarabra, p.157.
6. ↑  （英文）普拉多博物館. . 普拉多博物館網. 日期未知  [2012-04-08]. （原始内容存档于2015-09-18）.
7. ↑  （英文）普拉多博物館. . 普拉多博物館網. 日期未知  [2012-04-08]. （原始内容存档于2015-09-18）.
8. ↑  （英文）普拉多博物館. . 普拉多博物館網. 日期未知  [2012-04-08]. （原始内容存档于2015-09-14）.
9. ↑  （英文）普拉多博物館. . 普拉多博物館網. 日期未知  [2012-04-08]. （原始内容存档于2015-09-14）.
10. ↑  （英文）普拉多博物館. . 普拉多博物館網. 日期未知  [2012-04-08]. （原始内容存档于2015-09-14）.
11. ↑  （英文）普拉多博物館. . 普拉多博物館網. 日期未知  [2012-04-08]. （原始内容存档于2015-09-14）.
12. ↑  （英文）普拉多博物館. . 普拉多博物館網. 日期未知  [2012-04-08]. （原始内容存档于2015-09-14）.
13. ↑  （英文）普拉多博物館. . 普拉多博物館網. 日期未知  [2012-04-07]. （原始内容存档于2015-09-13）.
14. ↑  （英文）普拉多博物館. . 普拉多博物館網. 日期未知  [2012-04-07]. （原始内容存档于2015-09-13）.
15. ↑   Tarabra, p.22.
16. ↑   Tarabra, p.28.
17. ↑   Tarabra, p.31.
18. ↑   Tarabra, p.32.
19. ↑   Tarabra, p.34.
20. ↑   Tarabra, p.35.
21. ↑   Tarabra, p.36.
22. ↑   Tarabra, p.40.
23. ↑   Tarabra, p.44.
24. ↑   Tarabra, p.48.
25. ↑   Tarabra, p.50.
26. ↑   Tarabra, p.52.
27. ↑   Tarabra, p.54.
28. ↑   Tarabra, p.55.
29. ↑   Tarabra, p.56.
30. ↑   Tarabra, p.58.
31. ↑   Tarabra, p.60.
32. ↑   Tarabra, p.62.
33. ↑   Tarabra, p.64.
34. ↑   Tarabra, p.65.
35. ↑   Tarabra, p.66.
36. ↑   Tarabra, p.68.
37. ↑   Tarabra, p.72.
38. ↑   Tarabra, p.73.
39. ↑   Tarabra, p.74.
40. ↑   Tarabra, p.75.
41. ↑   Tarabra, p.76.
42. ↑   Tarabra, p.78.
43. ↑   Tarabra, p.79.
44. ↑   Tarabra, p.80.
45. ↑   Tarabra, p.81.
46. ↑   Tarabra, p.84.
47. ↑   Tarabra, p.86.
48. ↑   Tarabra, p.88.
49. ↑   Tarabra, p.89.
50. ↑   Tarabra, p.92.
51. ↑   Tarabra, p.93.
52. ↑   Tarabra, p.96.
53. ↑   Tarabra, p.98.
54. ↑   Tarabra, p.99.
55. ↑   Tarabra, p.100.
56. ↑   Tarabra, p.101.
57. ↑   Tarabra, p.104.
58. ↑   Tarabra, p.108.
59. ↑   Tarabra, p.109.
60. ↑   Tarabra, p.110.
61. ↑   Tarabra, p.112.
62. ↑   Tarabra, p.113.
63. ↑   Tarabra, p.114.
64. ↑   Tarabra, p.118.
65. ↑   Tarabra, p.120.
66. ↑   Tarabra, p.121.
67. ↑   Tarabra, p.122.
68. ↑   Tarabra, p.124.
69. ↑   Tarabra, p.125.
70. ↑   Tarabra, p.126.
71. ↑   Tarabra, p.130.
72. ↑   Tarabra, p.132.
73. ↑   Tarabra, p.133.
74. ↑   Tarabra, p.134.
75. ↑   Tarabra, p.136.
76. ↑   Tarabra, p.138.
77. ↑   Tarabra, p.139.
78. ↑   Tarabra, p.140.
79. ↑   Tarabra, p.142.
80. ↑   Tarabra, p.144.
81. ↑   Tarabra, p.148.
82. ↑   Tarabra, p.149.
83. ↑   Tarabra, p.152.